# ناحیه حاسی مماش
ناحیه حاسی مماش (به عربی: دائرة حاسی مماش) یک ناحیه در الجزایر است که در استان مستغانم واقع شده‌است.

## خصوصیات
ناحیه حاسی مماش ۴۷٬۵۸۶ نفر جمعیت دارد.